# Erioptera quinquecincta
Erioptera quinquecincta är en tvåvingeart som beskrevs av Alexander 1927. Erioptera quinquecincta ingår i släktet Erioptera och familjen småharkrankar.
Artens utbredningsområde är Colombia. Inga underarter finns listade i Catalogue of Life.